# Los Ramones, Nuevo León
Los Ramones är en kommunhuvudort i Mexiko.   Den ligger i kommunen Los Ramones och delstaten Nuevo León, i den centrala delen av landet, 700 km norr om huvudstaden Mexico City. Los Ramones ligger 214 meter över havet och antalet invånare är 1 169.
Terrängen runt Los Ramones är huvudsakligen platt, men västerut är den kuperad. Terrängen runt Los Ramones sluttar österut. Runt Los Ramones är det mycket glesbefolkat, med 5 invånare per kvadratkilometer. Närmaste större samhälle är Hidalgo, 17,9 km norr om Los Ramones. Trakten runt Los Ramones består i huvudsak av gräsmarker.